# اوژن آفتاندلیانس
اوژن آفتاندلیانس (ارمنی: ՕԺԷՆ ԱՖՏԱՆԴԻԼԵԱՆՑ)، معمار ایرانی-ارمنی بود.

## زندگی‌نامه
اوژن آفتاندلیانس در سال ۱۹۱۳ میلادی (۱۲۹۲ خورشیدی) در شهر تبریز به دنیا آمد. وی دارای تحصیلات عالی در رشته معماری از مدرسه عالی ملی هنرهای زیبای (École des Beaux-Arts) در پاریس بود. وی در سال‌های پیش از جنگ جهانی دوم به ایران بازگشت. آفتاندلیانس به مدت سی سال در دانشکده هنرهای زیبای دانشگاه تهران به تدریس پرداخت.
وی به مناسبت طرح کلیسای سرکیس مقدس در تبریز، «نشان عالی» را از «جاثلیق ارمنیان حوزه کیلیکیه» دریافت کرد.

## درگذشت
اوژن آفتاندلیانس در سال ۱۹۹۷ (۱۳۷۶) در ایالات متحده آمریکا درگذشت.

## آثار
مهم‌ترین آثار وی عبارت‌اند از:
- تالار رودکی (فرهنگ) ۱۹۶۷ (۱۳۴۶)
- تالار وحدت (رودکی) ۱۹۶۷ (۱۳۴۶)
- تالار فرهنگ
- تالار فخرالدین اسعد گرگانی در گرگان ۱۹۷۹ (۱۳۵۷)[۱][۲]
- موزه مردم‌شناسی تهران
- دبیرستان نوربخش تهران
- برخی از کاخ‌های سلطنتی از جمله کاخ سعدآباد، کاخ فرح‌آباد، کاخ نیاوران و کاخ بابل
- موزه کلیسای وانک اصفهان
- نخستین ساختمان‌های فرودگاه بین‌المللی مهرآباد
- سینما گلدن‌سیتی (سینما فلسطین تهران کنونی)
- کلیسای سرکیس مقدس تهران ۱۹۷۰ (۱۳۴۹)

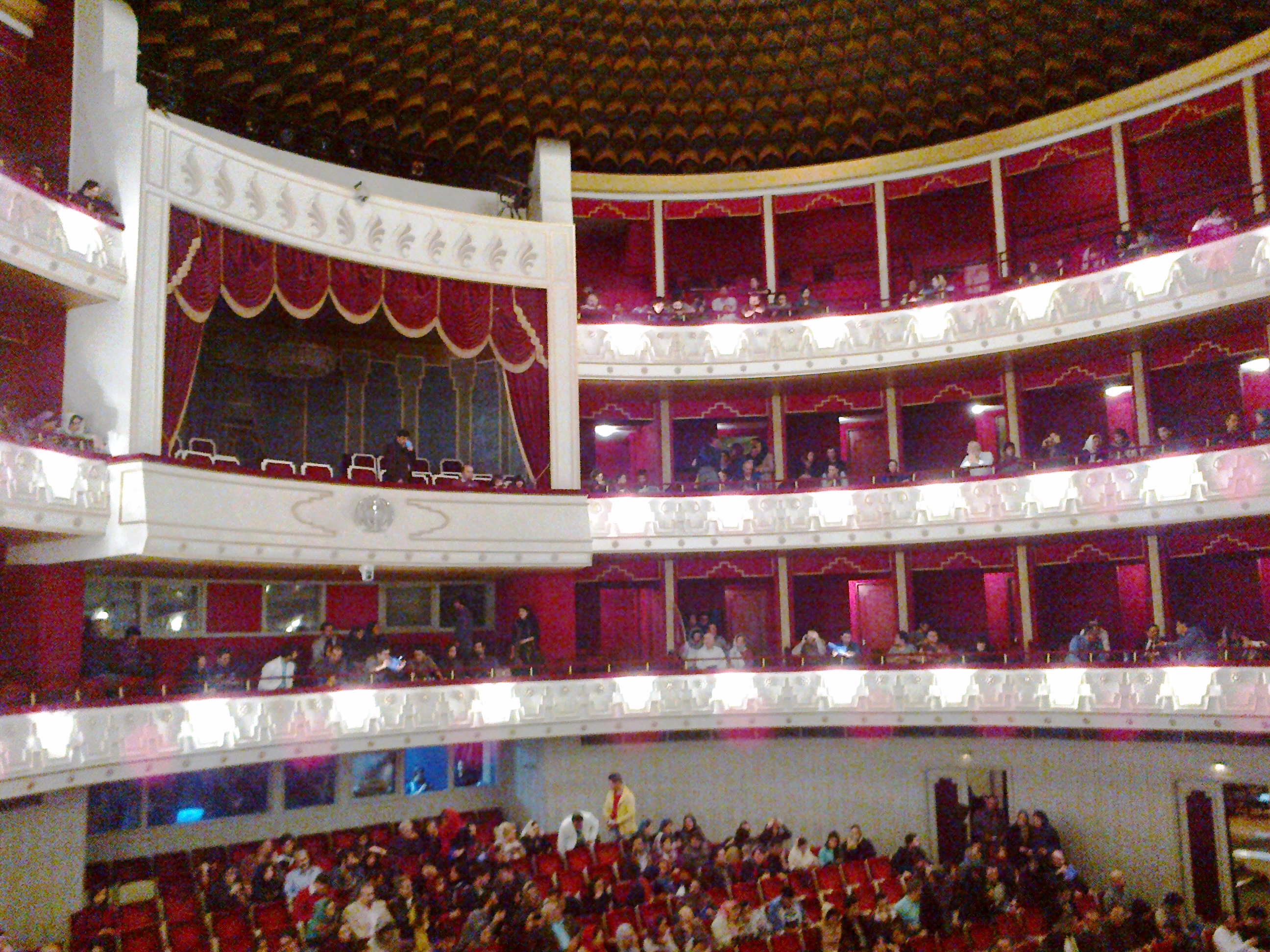
تالار وحدت
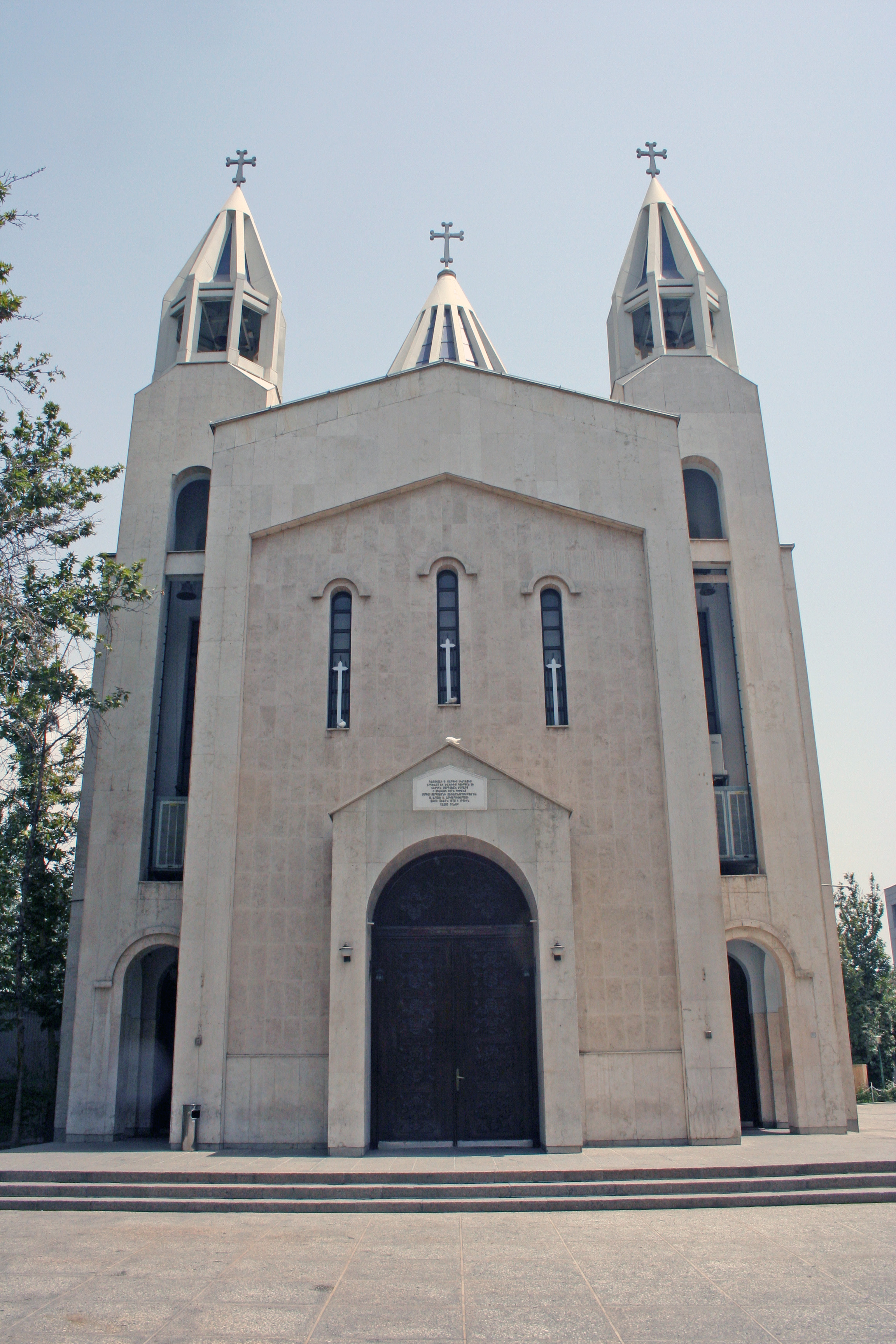
کلیسای سرکیس مقدس
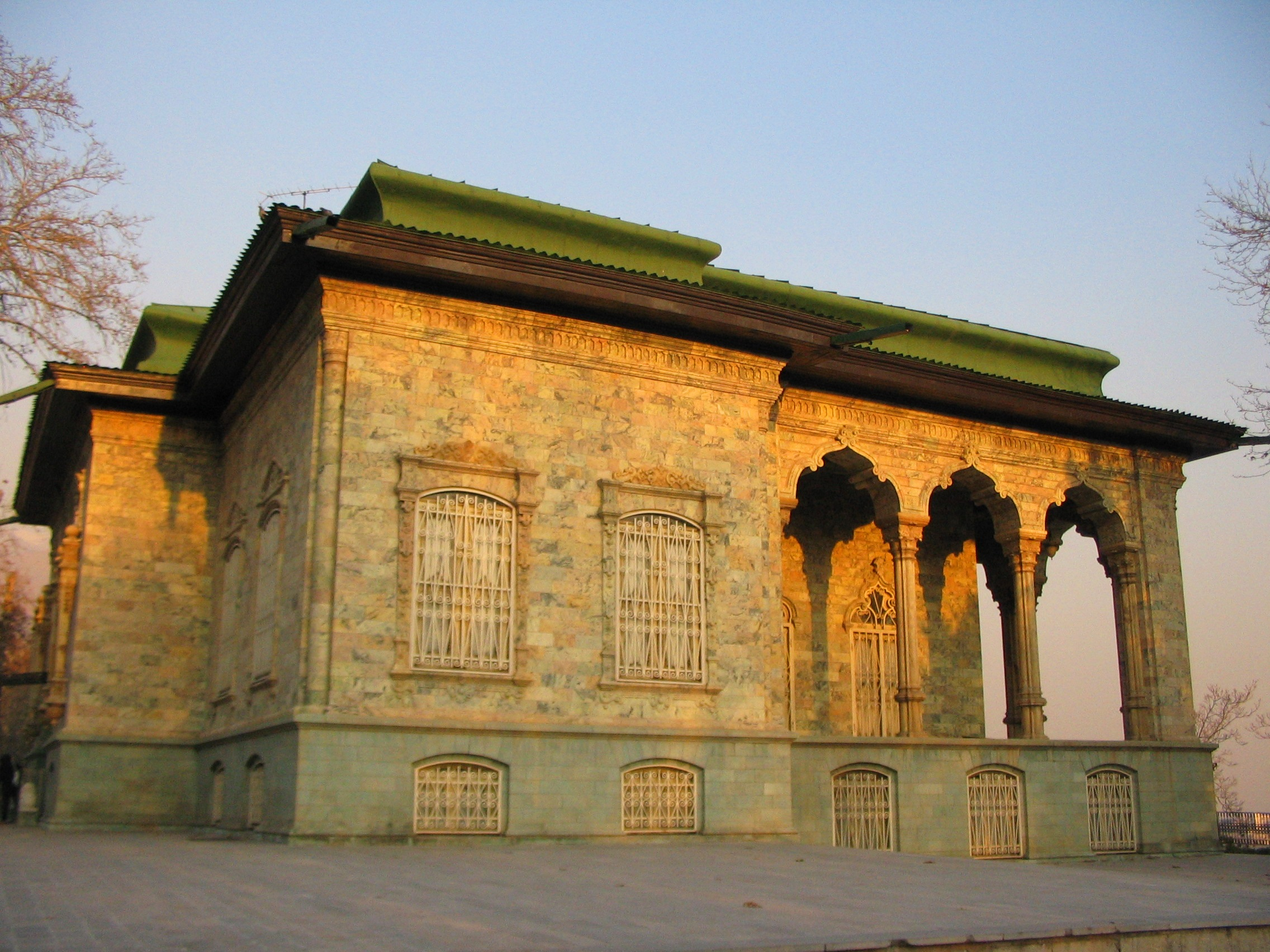
کاخ سعدآباد
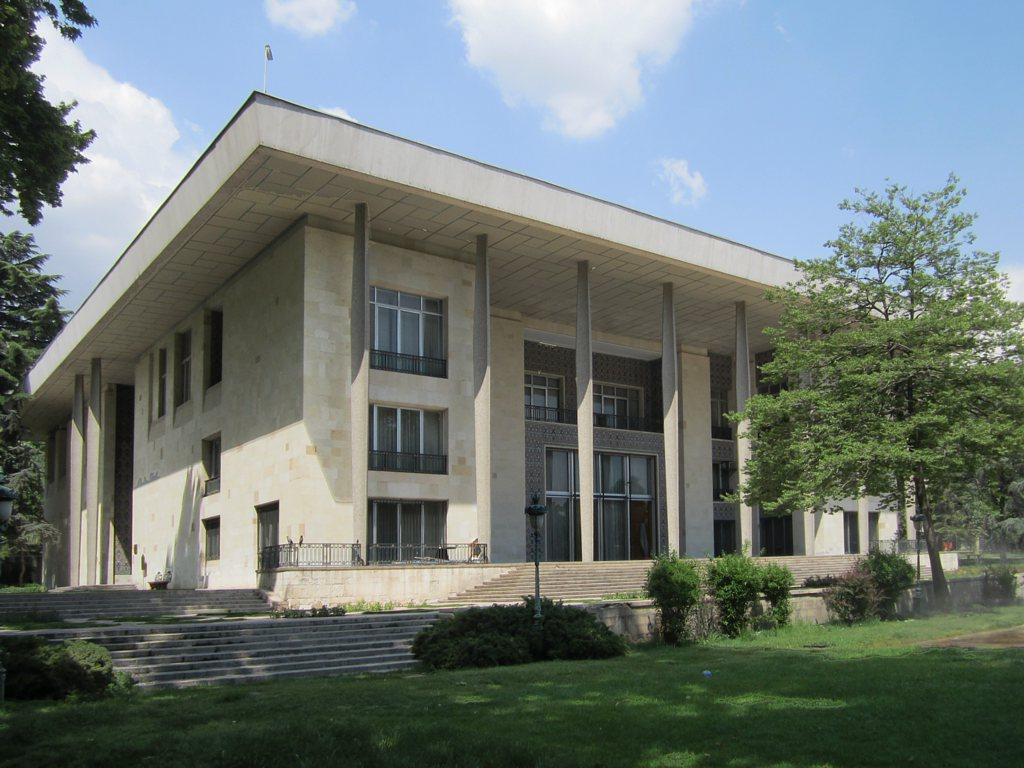
کاخ نیاوران